# Jumpman (computerspel)
Jumpman is een computerspel, geschreven door Randy Glover en uitgebracht door Epyx. Het spel draait op diverse computersystemen, waaronder de Commodore 64 en de Atari 8 bit-familie. Er zijn twee versies van het spel. Jumpman Senior wordt vanaf diskette geladen en beschikt over 30 levels. Deze versie hield tevens een scorelijst bij. Jumpman Junior is later ontwikkeld. Deze versie wordt in zijn geheel in het geheugen geladen en kan hierom vanaf een cassetteband gespeeld worden. Jumpman Junior heeft 12 levels. 

## Gameplay
Jumpman is een platformspel, waarbij de speler een figuur bestuurt en als doel heeft om alle bommen die door het level verspreid zijn uit te schakelen. Het level bestaat uit zwevende platformen, touwen die alleen naar boven of naar beneden beklommen kunnen worden, en ladders. De speler kan springen en zich bewegen naar links en rechts. In hogere levels komen ook nog level-specifieke constructies voor, welke de moeilijkheidsgraad verhogen.
Wanneer alle bommen van het platform zijn verwijderd, begint het volgende level. Als de speler van een van de constructies afvalt, verliest deze een leven en moet het level opnieuw gespeeld worden. In enkele levels komen vliegende projectielen voor die bij inslag een leven van de speler afnemen.

## Ontvangst
| Beoordeeld door       | Jaar | Platform     | Score |
| --------------------- | ---- | ------------ | ----- |
| The Video Game Critic | 2013 | Commodore 64 | 100%  |
| Nintendo Life         | 2008 | Wii          | 80%   |